# Arnaud Abbadie
Arnaud Abbadie (* 11. Februar 1797 in Tarbes; † 24. März 1870 in Bonrepos) war ein französischer Jurist.

## Leben
Arnaud Abbadie besuchte zunächst das Gymnasium seiner Heimatstadt, studierte anschließend Jurisprudenz in Paris und wurde dort als Anwalt zugelassen. Danach erhielt er eine Anstellung als Redakteur im Innenministerium. Er war auch literarisch tätig und publizierte mehrere Artikel und Schriften über das Département Hautes-Pyrénées. In seinem ersten Werk Les Pyrénées de la Bigorre, poème en quatre chants, dédié aux personnes qui fréquentent les eaux minérales de Cauterets, Saint-Sauveur, Barèges et Bagnères (Paris 1819) erklärt der Autor einige wenige darin enthaltene historische Anspielungen durch am Ende angehängte Anmerkungen. Im gleichen Jahr veröffentlichte er einen Reiseführer (Itinéraire topographique et historique des Hautes-Pyrénées, principalement des établissements thermaux de Cauterets, …, Paris 1819; 4. revidierte Auflage, Toulouse 1853). Die Landkarte der letzten Auflage von 1853 wurde von Joseph Abadie de Sarrancolin angefertigt.
Nach 1830 wurde Abbadie Rechtsanwalt in Tarbes. Kurz darauf trat er in den Justizdienst ein und erhielt eine Anstellung als Untersuchungsrichter am Amtsgericht von Tarbes. 1850 wurde er Präsident des Gerichts von Bagnères-de-Bigorre und 1852 Rat am Gerichtshof von Pau. Dieses Amt behielt bis zu seinem 1867 erfolgten Rückzug in den Ruhestand. Mittlerweile war er zum Ritter der Ehrenlegion ernannt worden.
1832 vermählte sich Abbadie mit Madeleine de Sarraméa und hatte dadurch einen Wohnsitz in Bonrepos im damaligen Kanton Galan. Seine dortigen Mitbürger wählten ihn zunächst zum Rat ihres Arrondissements und 1860 zum Generalrat ihres Kantons. Abbadie starb am 24. März 1870 im Alter von 73 Jahren.